# Савватеевка (приток Нюрсы)
Савватеевка — река в России, протекает по Чаинскому району Томской области. Устье реки находится в 140 км по правому берегу реки Нюрса (Бол. Нюрса). Длина реки составляет 11 км.

## Данные водного реестра
По данным государственного водного реестра России относится к Верхнеобскому бассейновому округу, водохозяйственный участок реки — Обь от впадения реки Чулым до впадения реки Кеть, речной подбассейн реки — Чулым. Речной бассейн реки — (Верхняя) Обь до впадения Иртыша.
Код объекта в государственном водном реестре — 13010500112115200023509.